# Molophilus (Molophilus) avitus
Molophilus (Molophilus) avitus is een tweevleugelige uit de familie steltmuggen (Limoniidae). De soort komt voor in het Neotropisch gebied.